# Jordan Harris (hockey sobre hielo)
Jordan Harris (Haverhill, Massachusetts, 7 de julio de 2000) apodado Gary, es un jugador profesional estadounidense de hockey sobre hielo que se desempeña en la posición de defensor izquierdo en Montreal Canadiens, equipo de la National Hockey League (NHL).

## Carrera
Fue seleccionado en la tercera ronda en la NHL Entry Draft de 2018. En 2021 hizo su debut profesional con el equipo Montreal Canadiens, donde lleva jugando tres temporadas.